# Nahirne, Svitlovodsk
Nahirne (în ucraineană Нагірне) este un sat în comuna Podorojnie din raionul Svitlovodsk, regiunea Kirovohrad, Ucraina.

## Demografie
Componența lingvistică a localității Nahirne
     Ucraineană (85,11%)
     Rusă (14,61%)
     Alte limbi (0,28%)
Conform recensământului din 2001, majoritatea populației localității Nahirne era vorbitoare de ucraineană (85,11%), existând în minoritate și vorbitori de rusă (14,61%).